# Нематода цистоутворююча горохова
Нематода цистоутворююча горохова (Heterodera goettingiana) — вид паразитичних нематод родини гетеродерових (Heteroderidae) ряду тиленхід (Tylenchida). Ця нематода є шкідником бобових. Вражає горох (3 види), квасолю (17 видів), вику і ряд бур'янів. Поширена в Європі, помірній Азії та США.

## Опис
Самець червоподібний, довжиною до 1,29 мм, має дуже короткий, тупо закруглений хвіст. Коли тіло розслаблене, задня частина часто повертається на 90 градусів навколо довгої осі. У самиць тіло опухле, лимоноподібне, розміром 0,6—0,8х0,5—0,6 мм, з виступаючою шийкою, яка містить стравохід і частину стравохідних залоз. Передня частина шиї неправильно кільчаста, решта тіла без кільчастих вирізів або бічних вирізів, але вкрита сітчастими виступами, які утворюють візерунок, схожий на цегляну кладку. Забарвлення біле, після смерті черви стають коричневими.

## Розвиток
Розвиток і основна біологія подібні до інших цистонематод. Перша линька відбувається в яйці. Молодь другої стадії є інвазійною стадією, проникаючи в коріння рослин-господарів і проходячи ще через три линьки до дорослої стадії. Самці виходять із коренів-господарів, але самиці залишаються, розриваючи кору кореня, коли вони збільшуються, і часто залишаються частково похованими в тканині кореня.

## Шкідливість
Шкідник пошкоджує горох, вику, чину, сочевицю і люпин. Поширюється вогнищами. Хворі рослини відстають у рості й часто мають карликовий вигляд. Листя жовтіє, починаючи від нижніх до верхніх, і передчасно відмирає. Сильно уражені рослини в'януть і відмирають цілком. Корені хворих рослин дуже тонкі, в'ялі і мало гілкуються. На рослинах, заражених цієї нематодою, інтенсивно розвивається коренева гниль.